# Episteme (insecto)
Episteme  es un  género de lepidópteros de la familia Noctuidae. Es originario de América. Fue descrito por Jacob Hübner en 1820. Es un género muy difundido.

## Especies
- Episteme adulatrix Kollar, [1844]
- Episteme arctopsa Chou & Chen, 1962
- Episteme beatrix Jordan, 1909
- Episteme bisma Moore, [1858]
- Episteme connexa Walker, 1856
- Episteme conspicua Rothschild, 1896
- Episteme hebe Jordan, 1912
- Episteme latimargo Hampson, 1891
- Episteme lectrix Linnaeus, 1764
- Episteme macrosema Jordan, 1912
- Episteme maculatrix Duncan & Westwood, 1841
- Episteme mundina Jordan, 1912
- Episteme negrita Hampson, 1894
- Episteme nigripennis Butler, 1875
- Episteme nipalensis Butler, 1875
- Episteme sumatrana Rothschild, 1899
- Episteme sumbana Rothschild, 1897
- Episteme vetula Geyer, 1832